# Chinbergen
Chinbergen är ett bergsområde, som sträcker sig från delstaten Chin i nordvästra Myanmar till delstaten Manipur i Indien.